# Ближнее (Джанкойский район)
Бли́жнее (до 1948 года Береке́т; укр. Ближнє, крымскотат. Bereket, Берекет) — село в Джанкойском районе Республики Крым, входит в состав Майского сельского поселения (согласно административно-территориальному делению Украины — Майского сельского совета Автономной Республики Крым).

## Население
| 2001 | 2014 |
| ---- | ---- |
| 409  | ↘345 |

Всеукраинская перепись 2001 года показала следующее распределение по носителям языка
| Язык             | Процент |
| ---------------- | ------- |
| русский          | 54.77   |
| крымскотатарский | 33.01   |
| украинский       | 10.51   |
| другие           | 0.24    |

### Динамика численности
| - 1805 год — 88 чел. - 1864 год — 31 чел. - 1915 год — 0/59 чел. - 1926 год — 287 чел. | - 2001 год — 409 чел. - 2009 год — 412 чел. - 2014 год — 345 чел. |

## Современное состояние
На 2017 год в Ближнем числится 4 улицы и 2 переулка; на 2009 год, по данным сельсовета, село занимало площадь 44 гектара на которой, в 121 дворе, проживало 412 человек.

## География
Ближнее — село на юго-востоке района, в степном Крыму, высота центра села над уровнем моря — 27 м.
Фактически — юго-восточная окраина пгт Азовское, там же ближайшая железнодорожная станция — Азовская

## История
Первое документальное упоминание села встречается в Камеральном Описании Крыма… 1784 года, судя по которому, в последний период Крымского ханства Берекет входил в Насывский кадылык Карасубазарского каймаканства. После присоединения Крыма к России (8) 19 апреля 1783 года, (8) 19 февраля 1784 года, именным указом Екатерины II сенату, на территории бывшего Крымского Ханства была образована Таврическая область и деревня была приписана к Перекопскому уезду. После Павловских реформ, с 1796 по 1802 год, входила в Перекопский уезд Новороссийской губернии. По новому административному делению, после создания 8 (20) октября 1802 года Таврической губернии, Берекет был включён в состав Таганашминской волости Перекопского уезда.
По Ведомости о всех селениях в Перекопском уезде состоящих с показанием в которой волости сколько числом дворов и душ… от 21 октября 1805 года, в деревне Берекет числилось 11 дворов, 76 крымских татар и 12 ясыров. На военно-топографической карте генерал-майора Мухина 1817 года деревня Берекет обозначена с 16 дворами. После реформы волостного деления 1829 года Берекет, согласно «Ведомости о казённых волостях Таврической губернии 1829 года» отнесли к Башкирицкой волости. На карте 1836 года в деревне 18 дворов. Затем, видимо, вследствие эмиграции крымских татар в Турцию, деревня опустела и на карте 1842 года Берекет обозначен условным знаком «малая деревня», то есть, менее 5 дворов.
В 1860-х годах, после земской реформы Александра II, деревню включили в состав Владиславской волости. В «Списке населённых мест Таврической губернии по сведениям 1864 года», составленном по результатам VIII ревизии 1864 года, Берекет — владельческая татарская деревня, с 7 дворами, 31 жителем и мечетью при колодцах. По обследованиям профессора А. Н. Козловского начала 1860-х годов, в селении вода в колодцах глубиной 3—5 саженей (6—10 м) была частью пресная, а чаще солёная. Согласно «Памятной книжке Таврической губернии за 1867 год», деревня Берекет была покинута жителями, в результате эмиграции крымских татар, особенно массовой после Крымской войны 1853—1856 годов, в Турцию и оставалась в развалинах и в доступных источниках второй половины XIX — начала XX века не встречается.
Селение вновь упоминается в Статистическом справочнике Таврической губернии 1915 года , согласно которому в деревне Вакуф Беркет-Толку Тотанайской волости Перекопского уезда числилось 10 дворов (1 двор с землёй, 9 — безземельные) с татарским населением в количестве 59 человек только «посторонних» жителей, из которых 28 мужчин и 31 женщин. Жители владели 90 десятинами земли. В хозяйствах имелось 23 лошади, 4 вола, 9 коров и 12 голов мелкого скота.
После установления в Крыму Советской власти, по постановлению Крымревкома от 8 января 1921 года № 206 «Об изменении административных границ» была упразднена волостная система и в составе Джанкойского уезда был создан Джанкойский район. В 1922 году уезды преобразовали в округа. 11 октября 1923 года, согласно постановлению ВЦИК, в административное деление Крымской АССР были внесены изменения, в результате которых округа были ликвидированы, основной административной единицей стал Джанкойский район и село включили в его состав. Согласно Списку населённых пунктов Крымской АССР по Всесоюзной переписи 17 декабря 1926 года, в селе Берекет-Тулку, Тотанайского сельсовета Джанкойского района, числилось 13 дворов, все крестьянские, население составляло 105 человек, из них 102 немца и 3 русских, действовала немецкая школа. Постановлением ВЦИК «О реорганизации сети районов Крымской АССР» от 30 октября 1930 года, был вновь создан Биюк-Онларский район (ранее существовал с 1921 года до 11 октября 1923 года), на этот раз — как немецкий национальный (лишённый статуса национального постановлением Оргбюро ЦК КПСС от 20 февраля 1939 года) и Остгейм (он же Берекет) вошёл в его состав, а, после образования в 1935 году Колайского района (переименованного указом ВС РСФСР № 621/6 от 14 декабря 1944 года в Азовский) — передали в новый район.
Вскоре после начала Великой Отечественной войны, 18 августа 1941 года крымские немцы были выселены, сначала в Ставропольский край, а затем в Сибирь и северный Казахстан. После освобождения Крыма от фашистов в апреле, 12 августа 1944 года было принято постановление № ГОКО-6372с «О переселении колхозников в районы Крыма» и в сентябре 1944 года в район приехали первые новоселы (162 семьи) из Житомирской области, а в начале 1950-х годов последовала вторая волна переселенцев из различных областей Украины. С 25 июня 1946 года Берекет в составе Крымской области РСФСР.
Указом Президиума Верховного Совета РСФСР от 18 мая 1948 года, Берекет переименовали в Ближнее. 26 апреля 1954 года Крымская область была передана из состава РСФСР в состав УССР. Время включения в состав Майского сельского совета пока не установлено: на 15 июня 1960 года село уже в его составе.
Указом Президиума Верховного Совета УССР «Об укрупнении сельских районов Крымской области», от 30 декабря 1962 года Азовский район был упразднён и село вновь присоединили к Джанкойскому. С 12 февраля 1991 года село в восстановленной Крымской АССР, 26 февраля 1992 года переименованной в Автономную Республику Крым. С 21 марта 2014 года — в составе Республики Крым России.